# برانفورد
برانفورد (بالإنجليزية: Briny Breezes)‏ هي مدينة أمريكية تقع في ولاية فلوريدا. تبلغ مساحة هذه المدينة 0.2 (كم²)،ويبلغ عدد سكانها 411 نسمة حسب إحصاء سنة 2010 م 411.تشير إحصاءات سنة 2000م بأن الكثافة السكانية في هذه المدينة تقدر بـ(2282.8) نسمة/كم2 

## التركيبة السكانية
حدّد مكتب تعداد الولايات المتحدة بيانات التركيبة السكانية لبرانفورد في تعداد الولايات المتحدة. في ما يلي، التركيبة السكانية حسب تعدادي 2000 و2010.

### تعداد عام 2000
بلغ عدد سكان برانفورد 411 نسمة بحسب تعداد عام 2000، وبلغ عدد الأسر 266 أسرة وعدد العائلات 129 عائلة مقيمة في البلدة. في حين سجلت الكثافة السكانية 1,522.2 نسمة لكل كيلومتر مربع (3,942.5/ميل2). وبلغ عدد الوحدات السكنية 534 وحدة بمتوسط كثافة قدره 1,977.8 لكل كيلومتر مربع (5,122.5/ميل2).
وتوزع التركيب العرقي للبلدة بنسبة 99.27% من البيض و0.49% من الأمريكيين ذوي الأصول الآسيوية و0.24% من الأعراق الأخرى و0.49% من الهسبانيون أو اللاتينيون من أي عرق.
بلغ عدد الأسر 266 أسرة كانت نسبة 2.3% منها لديها أطفال تحت سن الثامنة عشر تعيش معهم، وبلغت نسبة الأزواج القاطنين مع بعضهم البعض 44.7% من أصل المجموع الكلي للأسر، ونسبة 2.6% من الأسر كان لديها معيلات من الإناث دون وجود شريك، بينما كانت نسبة 1.1% من الأسر لديها معيلون من الذكور دون وجود شريكة وكانت نسبة 51.5% من غير العائلات. تألفت نسبة 48.5% من أصل جميع الأسر من عدة أفراد يعيشون في نفس المنزل ونسبة 34.2% كانت تتألف من شخص يعيش بمفرده يبلغ من العمر 65 عاماً أو أكثر. وبلغ متوسط حجم الأسرة المعيشية 1.55، أما متوسط حجم العائلات فبلغ 2.06.
بلغ العمر الوسطي للسكان 70.3 عاماً. وكانت نسبة 1.9% من القاطنين تحت سن الثامنة عشر، وكانت نسبة 1.5% بين الثامنة عشر والرابعة والعشرين عاماً، ونسبة 4.9% كانت واقعةً في الفئة العمرية ما بين الخامسة والعشرين والرابعة والأربعين عاماً، ونسبة 25.3% كانت ما بين الخامسة والأربعين والرابعة والستين، ونسبة 66.4% كانت ضمن فئة الخامسة والستين عاماً فما فوق. يوجد لكل 100 أنثى 77.9 ذكر، ويوجد لكل 100 أنثى في الثامنة عشر من عمرها فما فوق 76.0 ذكر.
بلغ متوسط دخل الأسرة في البلدة 34,583 دولارًا، أما متوسط دخل العائلة فبلغ 55,500 دولارًا. وكان متوسط دخل الذكور 31,250 دولارًا مقابل 33,333 دولارًا للإناث. وسجل دخل الفرد الخاص بالبلدة 35,338 دولارًا. وكانت نسبة 1.5% من العائلات ونسبة 6.6% من السكان تحت خط الفقر، وكان من هؤلاء نسبة 0% تحت سن الثامنة عشر ونسبة 5.6% في الخامسة والستين من العمر وما فوق.

### تعداد عام 2010
بلغ عدد سكان برانفورد 601 نسمة بحسب تعداد عام 2010، وبلغ عدد الأسر 372 أسرة وعدد العائلات 199 عائلة مقيمة في البلدة. في حين سجلت الكثافة السكانية 2,225.9 نسمة لكل كيلومتر مربع (5,765.1/ميل2). وبلغ عدد الوحدات السكنية 800 وحدة بمتوسط كثافة قدره 2,963 لكل كيلومتر مربع (7,674.1/ميل2).
وتوزع التركيب العرقي للبلدة بنسبة 99.67% من البيض و0.33% من الأمريكيين الأفارقة و0.83% من الهسبانيون أو اللاتينيون من أي عرق.
بلغ عدد الأسر 372 أسرة كانت نسبة 1.3% منها لديها أطفال تحت سن الثامنة عشر تعيش معهم، وبلغت نسبة الأزواج القاطنين مع بعضهم البعض 49.7% من أصل المجموع الكلي للأسر، ونسبة 3% من الأسر كان لديها معيلات من الإناث دون وجود شريك، بينما كانت نسبة 0.8% من الأسر لديها معيلون من الذكور دون وجود شريكة وكانت نسبة 46.5% من غير العائلات. تألفت نسبة 44.1% من أصل جميع الأسر من عدة أفراد يعيشون في نفس المنزل ونسبة 34.1% كانت تتألف من شخص يعيش بمفرده يبلغ من العمر 65 عاماً أو أكثر. وبلغ متوسط حجم الأسرة المعيشية 1.62، أما متوسط حجم العائلات فبلغ 2.10.
بلغ العمر الوسطي للسكان 73.6 عاماً. وكانت نسبة 1.7% من القاطنين تحت سن الثامنة عشر، وكانت نسبة 1% بين الثامنة عشر والرابعة والعشرين عاماً، ونسبة 4.2% كانت واقعةً في الفئة العمرية ما بين الخامسة والعشرين والرابعة والأربعين عاماً، ونسبة 17.6% كانت ما بين الخامسة والأربعين والرابعة والستين، ونسبة 75.5% كانت ضمن فئة الخامسة والستين عاماً فما فوق. وتوزع التركيب الجنسي للسكان بنسبة 45.4% ذكور و54.6% إناث.